# Andrzej Strupczewski
Andrzej Strupczewski (ur. 1937, zm. 18 lutego 2025) – ekspert ds. bezpieczeństwa jądrowego Komisji Europejskiej i Międzynarodowej Agencji Energii Atomowej (MAEA), wiceprezes Stowarzyszenia Ekologów na Rzecz Energii Nuklearnej SEREN, Rzecznik ds. Energetyki Jądrowej NCBJ w Świerku.

## Studia i tytuły
- 1960 – ukończył studia na Politechnice Warszawskiej, na Wydziale Mechanicznym Konstrukcyjnym ze specjalnością Energetyka Jądrowa
- 1962 – Certificat de l’Ecole Pratique de Reacteurs au Centre d’Etudes Nucleairs de Saclay, INSTN, Saclay, Francja
- 1963 – roczny staż u prof. CF Bonilli, jako asystent do analiz cieplno przepływowych i jednoroczne studia na School of Engineering and Applied Science, Columbia University, New York
- 1986 – doktorat – Instytut Badań Jądrowych
- 1977 – docentura, Minister Energetyki i Energii Atomowej
- 1978 – IAEA Nuclear Power Plant Course on Safety Analysis Review, Argonne National Laboratory[4], USA
- 2011 – profesura NCBJ

## Przebieg pracy zawodowej
Autor obliczeń osłon reaktora MARIA.
Wykonał cykl doświadczeń cieplno-przepływowych w rdzeniu reaktora EWA, dzięki czemu moc reaktora EWA podniesiono do 10 MW, kierował rozruchem technologicznym reaktora MARIA i opracował szereg analiz bezpieczeństwa reaktorów energetycznych.
W latach 1993–2000 pracował w MAEA na stanowisku specjalisty ds. bezpieczeństwa reaktorów jądrowych i ocen porównawczych zagrożeń dla różnych rodzajów energii na stanowisko P-5 (oznaczającym najwyższe kwalifikacje techniczne).
Z ramienia MAEA opracował przewodnik do oceny i podnoszenia bezpieczeństwa elektrowni jądrowych z reaktorami WWER (radziecka wersja reaktorów PWR), współdziałał przy opracowaniu takich przewodników dla reaktorów PWR, badał bezpieczeństwo elektrowni jądrowych w Armenii, Bułgarii, w Czechach, na Węgrzech i w Słowacji, prowadził misje MAEA do oceny bezpieczeństwa elektrowni Paks na Węgrzech, Dukovany i Temelin w Czechach, wykonywał analizy dla EJ Temelin i EJ Mochowce.
W czasie pracy w MAEA prowadził też analizy porównawcze wpływu różnych źródeł energii na środowisko i zdrowie człowieka. Jako ekspert Komisji Europejskiej w programie TACIS wykonał ocenę wpływu pomocy Unii Europejskiej na bezpieczeństwo elektrowni jądrowych w Rosji i na Ukrainie z wizjami lokalnymi we wszystkich elektrowniach jądrowych, organizacjach wsparcia technicznego i urzędach dozoru jądrowego tych państw, zorganizował misję międzynarodową do oceny bezpieczeństwa elektrowni jądrowej Balakovo, kierował jej pracami na terenie samej elektrowni i opracował obszerny raport zaakceptowany przez Komisję Europejską.
Był jednym z czterech fachowców międzynarodowych powołanych do oceny najnowszych reaktorów III generacji proponowanych dla Wielkiej Brytanii przeprowadzonej przez MAEA na zlecenie brytyjskiego dozoru jądrowego. W 2011-2012 r. prowadził ocenę bezpieczeństwa bloków jądrowych w EJ Kozłoduj 3 i 4 w ramach akcji stress-testów po Fukushimie. Od roku 2000 do 2022 był przewodniczącym Komisji Bezpieczeństwa Jądrowego w NCBJ.
Współdziałał przy opracowaniu polskich przepisów bezpieczeństwa jądrowego, badał zgodność tych przepisów z wytycznymi międzynarodowymi i z przepisami państw wiodących w rozwoju energetyki jądrowej. Opracował szereg analiz porównawczych dla różnych źródeł energii w Polsce. Uczestniczył w opracowaniu planów rozwoju energetyki jądrowej w Polsce, pełnił wiodącą rolę w konsultacjach krajowych i transgranicznych Programu Polskiej Energetyki Jądrowej.

## Publikacje i patenty
Był autorem 5 książek i 300 prac na temat energetyki jądrowej.
Uzyskał 6 patentów i świadectw wynalazczych, z czego 1 w 6 krajach.

## Odznaczenia
Krzyż Oficerski Polonia Restituta, 10.06.2015 (Prezydent RP), Krzyż Kawalerski Polonia Restituta 5.07.1989 (nadany Uchwałą Rady Państwa), Złoty Krzyż Zasługi 19.08.1976 (Uchwałą Rady Państwa), Medal 40-lecia Polski Ludowej nr 44/4/ 84 dn. 22.07,1984 (Uchwałą Rady Państwa), Medal imienia Pawła Jana Nowackiego, przyznany przez SEP, 2020.

## Przynależność do organizacji naukowych i technicznych
- Stowarzyszenie Tłumaczy Polskich, współzałożyciel, legit nr 20.40.RG, od 2.7.1981 praktyka w tłumaczeniach symultanicznych w Polsce i w Finlandii (angielsko-rosyjskie).
- Scientists for Accurate Radiation Information, organizacja naukowa pozarządowa, członek od 2015.
- All About Energy, USA, Member of Steering Committee, od 2017.
- Stowarzyszenie Ekologów na Rzecz Energii Nuklearnej SEREN[2].